# Acide dihydroxybenzoïque
L'acide dihydroxybenzoïque (DHB) est un composé organique aromatique. Il est constitué d'un cycle benzénique substitué par un groupe carboxyle (acide benzoïque) et par deux groupes hydroxyle (phénol). L'acide dihydroxybenzoïque existe sous la forme de six isomères, en fonction de la position respective de ces groupes. 
| Acide dihydroxybenzoïque |                              |                              |                              |                              |                              |                              |
| Nom                      | acide 2,3-dihydroxybenzoïque | acide 2,4-dihydroxybenzoïque | acide 2,5-dihydroxybenzoïque | acide 2,6-dihydroxybenzoïque | acide 3,4-dihydroxybenzoïque | acide 3,5-dihydroxybenzoïque |
| Autre nom                |                              | acide β-résorcylique         | acide gentisique             | acide γ-résorcylique         | acide protocatéchique        | acide α-résorcylique         |
| Représentation           |                              |                              |                              |                              |                              |                              |
| Numéro CAS               | 303-38-8                     | 89-86-1                      | 490-79-9                     | 303-07-1                     | 99-50-3                      | 99-10-5                      |
| PubChem                  | 19                           | 1491                         | 3469                         | 9338                         | 72                           | 7424                         |
| Formule brute            | C7H6O4                       | C7H6O4                       | C7H6O4                       | C7H6O4                       | C7H6O4                       | C7H6O4                       |
| Masse molaire            | 154,12 g·mol−1               | 154,12 g·mol−1               | 154,12 g·mol−1               | 154,12 g·mol−1               | 154,12 g·mol−1               | 154,12 g·mol−1               |
| État                     | solide                       | solide                       | solide                       | solide                       | solide                       | solide                       |
| Point de fusion          | 204 à 206 °C                 | 208 à 211 °C                 | 203 à 207 °C                 | ~165 °C (décomposition)      | 197 à 200 °C (décomposition) | 236 à 240 °C                 |
| pKA (25 °C)              | 2,94                         | 3,29                         | 2,97                         | 1,3                          | 4,48                         | 4,04                         |
| SGH                      | Attention                    | Attention                    | Attention                    | Attention                    | Attention                    | Attention                    |
| Phrase H et P            | H315, H319 et H335           | H315, H319 et H335           | H302, H315, H319 et H335     | H315, H319 et H335           | H315, H319 et H335           | H315, H319 et H335           |
| Phrase H et P            | P261 et P305+P351+P338       | P261 et P305+P351+P338       | P261 et P305+P351+P338       | P261 et P305+P351+P338       | P261 et P305+P351+P338       | P261 et P305+P351+P338       |